# Paratherina
Paratherina is een geslacht van straalvinnige vissen uit de familie van de regenboogvissen (Telmatherinidae).

## Soorten
- Paratherina cyanea Aurich, 1935
- Paratherina labiosa Aurich, 1935
- Paratherina striata Aurich, 1935
- Paratherina wolterecki Aurich, 1935